# Hatschekia cluthae
Hatschekia cluthae är en kräftdjursart som först beskrevs av T. Scott 1902.  Hatschekia cluthae ingår i släktet Hatschekia och familjen Hatschekiidae. Inga underarter finns listade i Catalogue of Life.